# ThinkPad-T-Serie

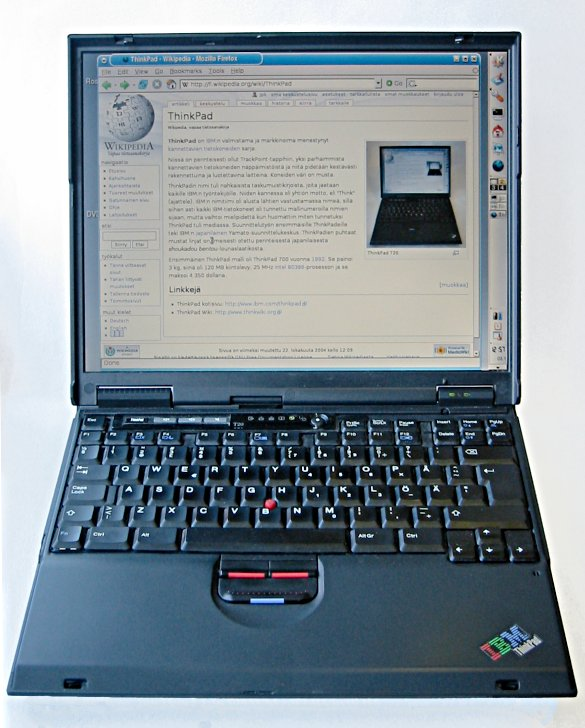
ThinkPad T20

Die ThinkPad-T-Serie ist eine Notebooklinie, die im Jahr 2000 von IBM eingeführt wurde. Seit 2005 wird sie von Lenovo weiterentwickelt und vermarktet.

## Geschichte

### Bis 2007

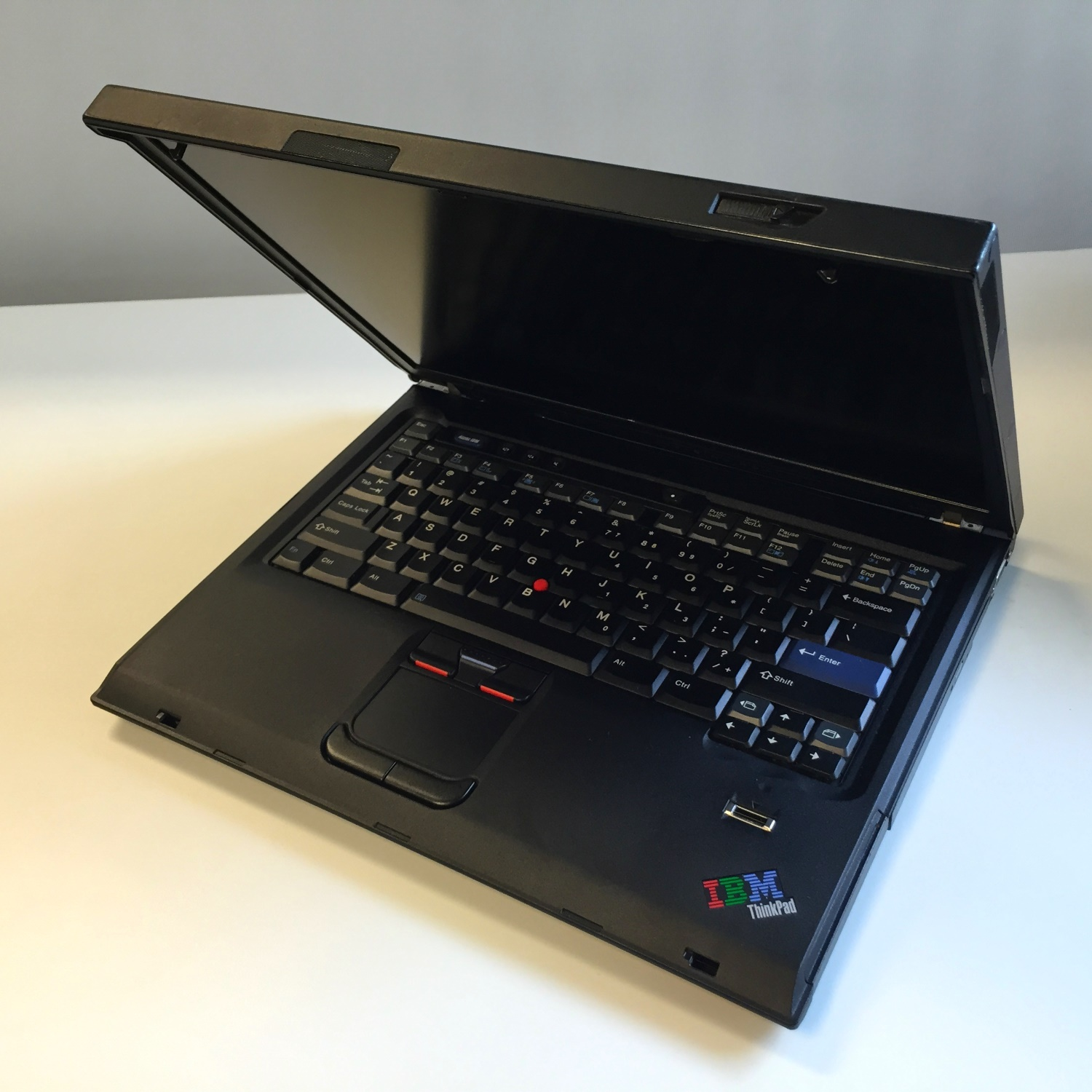
Das letzte von IBM produzierte ThinkPad T43p

Die T-Serie wurde von IBM im Jahr 2000 als Teil der seit 1992 bestehenden Marke ThinkPad eingeführt. Die Business-Notebooks richteten sich vor allem an Nutzer, die in unterschiedlichen Umgebungen (etwa zu Hause, im Büro und unterwegs) arbeiten mussten. Die Modelle der T-Serie waren auf ein gutes Verhältnis von Geschwindigkeit und Mobilität hin optimiert. Trotz des 14-Zoll-Monitors – damals eine gängige Größe für Desktopmonitore – sollte das Gewicht so gering wie möglich gehalten werden. Auch aus diesem Grund gab es austauschbare Module wie einen DVD-Player, ein CD-Laufwerk oder einen Nummernblock.
Das erste Modell der ThinkPad-T-Serie war das T20-Notebook. Bei einer Bildschirmgröße von 14 Zoll lag das Gewicht – je nach Hardwarekonfiguration – zwischen 2,1 und 2,4 Kilogramm. Bereits im Oktober 2000 folgte das ThinkPad T21, welches im Vergleich zum T20 einen leistungsstärkeren Prozessor, höhere Auflösung und eine 32-GB-Festplatte besaß. Die Folgemodelle T22 und T23 enthielten weitere kleine Verbesserungen. Im Mai 2002 wurde das ThinkPad T30 veröffentlicht, das unter anderem mit einem LC-Display mit einer Auflösung von 1400 × 1050, 1 GB RAM und einer 60-GB-Festplatte ausgestattet war. Das nächste Modell T40p (p steht für performance) wurde mit bis zu 2 GB Arbeitsspeicher ausgeliefert. Weitere Modelle der T4x Serie waren T41, T41p, T42 und T42p.
Die letzten von IBM produzierten T-Series-Notebooks waren die im April 2005 eingeführten Modelle T43 und T43p. Sie erhielten günstigere DDR2-RAM und waren die ersten ThinkPads, die mit Windows 8.x und Windows 10 betrieben werden können. Im Dezember 2004 wurde bekannt, dass Lenovo die PC-Sparte von IBM und somit auch das ThinkPad übernehmen würde. Bis zu diesem Zeitpunkt wurden die ThinkPads durch den Lenovo-Konkurrenten Great Wall Technology produziert. Die im Februar 2006 veröffentlichten ThinkPads T60 und T60p wurden bereits von Lenovo entwickelt und produziert, waren aber immer noch mit dem IBM-Logo gekennzeichnet. Erst mit der Einführung der Modelle T61 und T61p ab Mai 2007 wurde das Logo nach und nach durch das ThinkPad-Logo ersetzt.
| ThinkPad-T-Serie (2000–2007) | ThinkPad-T-Serie (2000–2007) | ThinkPad-T-Serie (2000–2007) | ThinkPad-T-Serie (2000–2007) | ThinkPad-T-Serie (2000–2007) | ThinkPad-T-Serie (2000–2007) | ThinkPad-T-Serie (2000–2007) | ThinkPad-T-Serie (2000–2007) | ThinkPad-T-Serie (2000–2007) | ThinkPad-T-Serie (2000–2007) | ThinkPad-T-Serie (2000–2007) | ThinkPad-T-Serie (2000–2007) | ThinkPad-T-Serie (2000–2007) |
|                              |                              | T2*                          | T2*                          | T2*                          | T2*                          | T3*                          | T4*                          | T4*                          | T4*                          | T4*                          | T6*                          | T6*                          |
| 4:3 Monitor                  | 4:3 Monitor                  | 4:3 Monitor                  | 4:3 Monitor                  | 4:3 Monitor                  | 4:3 Monitor                  | 4:3 Monitor                  | 4:3 Monitor                  | 4:3 Monitor                  | 4:3 Monitor                  | 4:3 Monitor                  |                              |                              |
| ---------------------------- | ---------------------------- | ---------------------------- | ---------------------------- | ---------------------------- | ---------------------------- | ---------------------------- | ---------------------------- | ---------------------------- | ---------------------------- | ---------------------------- | ---------------------------- | ---------------------------- |
| 13"                          | Standardausführung           | T20                          | T21                          | T22                          | T23                          |                              |                              |                              |                              |                              |                              |                              |
| 14"                          | Low-cost                     |                              |                              |                              |                              |                              |                              |                              |                              |                              |                              | T61u                         |
| 14"                          | Standardausführung           | T20                          | T21                          | T22                          | T23                          | T30                          | T40                          | T41                          | T42                          | T43                          | T60                          | T61                          |
| 14"                          | Performance                  |                              |                              |                              |                              |                              | T40p                         | T41p                         | T42p                         | T43p                         | T60p                         | T61p                         |
| 15"                          | Standardausführung           |                              |                              |                              |                              |                              |                              |                              | T42                          | T43                          | T60                          |                              |
| 15"                          | Performance                  |                              |                              |                              |                              |                              |                              |                              | T42p                         | T43p                         | T60p                         |                              |
|                              |                              | 16:10 Monitor                |                              |                              |                              |                              |                              |                              |                              |                              |                              |                              |
| 15,4"                        | Standardausführung           |                              |                              |                              |                              |                              |                              |                              |                              |                              | T60                          | T61                          |
| 15,4"                        | Performance                  |                              |                              |                              |                              |                              |                              |                              |                              |                              | T60p                         | T61p                         |

### 2008 bis 2019

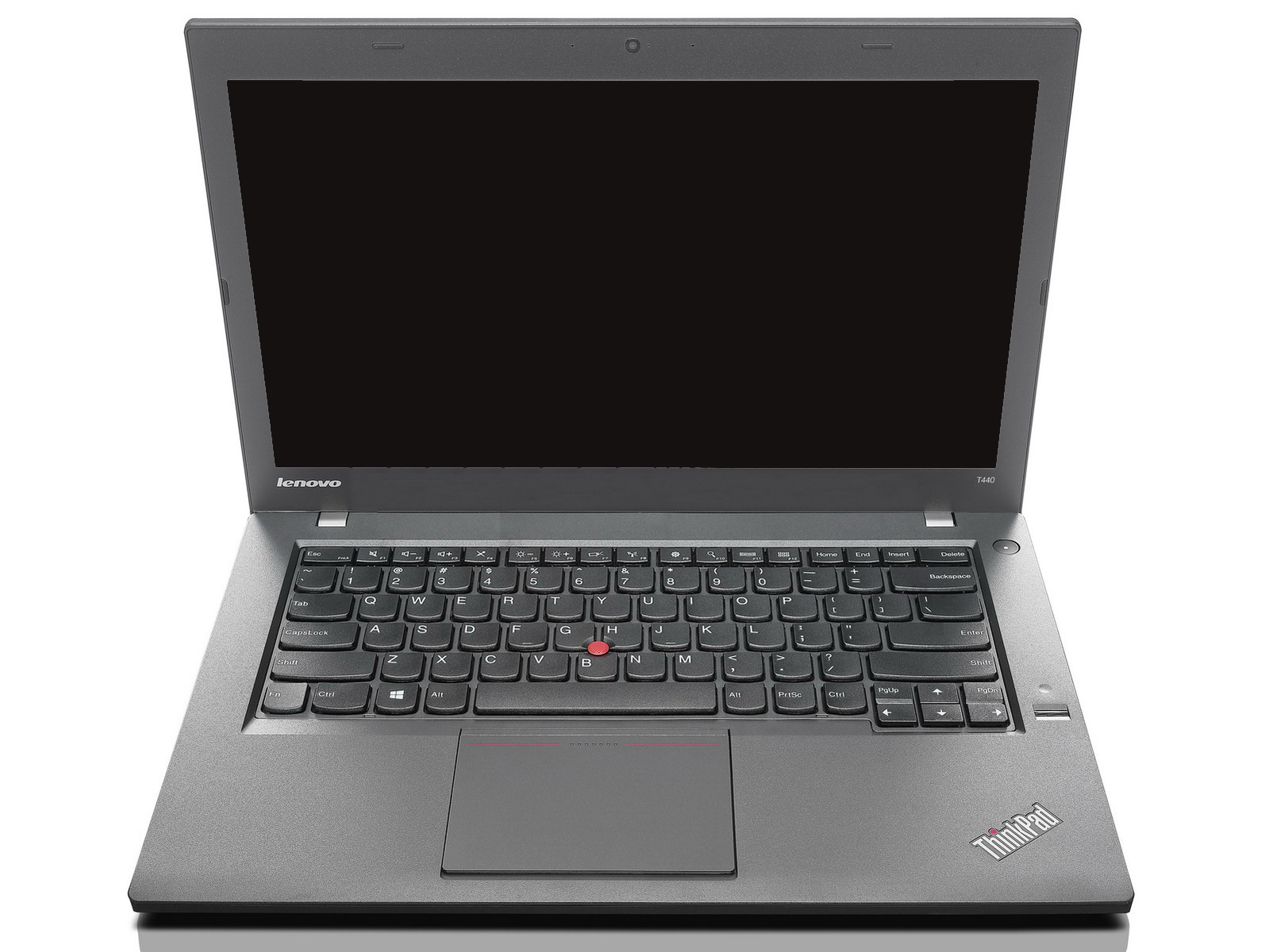
Lenovo T440

Mit der Einführung der ThinkPads T400 und T500 im Juli 2008 wurden die Benennungskonventionen der T-Serie-Notebooks erstmals abgeändert. Anschließend existierten zwei Serien für 14-Zoll-Geräte (T4xx) und 15-Zoll-Geräte (T5xx).
Die früheren performance-Modelle (Txxp) gingen weitestgehend in Lenovos ThinkPad-W-Serie auf. Lediglich die Modelle T440, T460, T470 und T540 waren noch als performance-Variante (T440p, T460p, T470p und T540p) erhältlich. Seit 2008 werden auch leichtere und flachere Slim-Varianten (Txxxs) angeboten. Das einzige Ultrabook der T-Serie ist das 2012 veröffentlichte T430u.
| ThinkPad-T-Serie (2008–2019) | ThinkPad-T-Serie (2008–2019) | ThinkPad-T-Serie (2008–2019) | ThinkPad-T-Serie (2008–2019) | ThinkPad-T-Serie (2008–2019) | ThinkPad-T-Serie (2008–2019) | ThinkPad-T-Serie (2008–2019) | ThinkPad-T-Serie (2008–2019) | ThinkPad-T-Serie (2008–2019) | ThinkPad-T-Serie (2008–2019) | ThinkPad-T-Serie (2008–2019) | ThinkPad-T-Serie (2008–2019) | ThinkPad-T-Serie (2008–2019) | ThinkPad-T-Serie (2008–2019) | ThinkPad-T-Serie (2008–2019) |
|                              | Type                         | T*0* (2008)                  | T*0* (2008)                  | T*1* (2010)                  | T*2* (2011)                  | T*3* (2012)                  | T*3* (2012)                  | T*4* (2013)                  | T*5* (2015)                  | T*6* (2016)                  | T*7* (2017)                  | T*8* (2018)                  | T*9* (2019)                  |                              |
| ---------------------------- | ---------------------------- | ---------------------------- | ---------------------------- | ---------------------------- | ---------------------------- | ---------------------------- | ---------------------------- | ---------------------------- | ---------------------------- | ---------------------------- | ---------------------------- | ---------------------------- | ---------------------------- | ---------------------------- |
| 14"                          | Ultrabook                    |                              |                              |                              |                              |                              | T430u                        |                              |                              |                              |                              |                              |                              |                              |
| 14"                          | Slim                         |                              | T400s                        | T410s                        | T420s                        | T430s                        |                              | T440s                        | T450s                        | T460s                        | T470s                        | T480s                        | T490s                        |                              |
| 14"                          | Slim                         |                              |                              |                              | T431s                        |                              |                              |                              |                              |                              |                              |                              |                              |                              |
| 14"                          | Low-cost                     |                              |                              | T410si                       | T420si                       | T430si                       |                              |                              |                              |                              |                              |                              |                              |                              |
| 14"                          | Low-cost                     | (R400)                       |                              | T410i                        | T420i                        | T430i                        |                              |                              |                              |                              |                              |                              |                              |                              |
| 14"                          | Standardausführung           | T400                         |                              | T410                         | T420                         | T430                         |                              | T440                         | T450                         | T460                         | T470                         | T480                         | T490                         |                              |
| 14"                          | Performance                  |                              |                              |                              |                              |                              |                              | T440p                        |                              | T460p                        | T470p                        |                              |                              |                              |
| 15"                          | Standardausführung           | T500                         |                              | T510                         | T520                         | T530                         |                              |                              | T550                         | T560                         | T570                         | T580                         | T590s                        |                              |
| 15"                          | Performance                  |                              |                              |                              |                              |                              |                              | T540p                        |                              |                              |                              |                              |                              |                              |

### Ab 2020
Mit dem Wechsel zur nächsten Prozessorengeneration im Frühjahr 2020 wurde die Benennung erneut verändert. Die Geräte wurden vereinfacht T14 oder T15 bezeichnet, die darauffolgenden Generation werden wie bereits bei der X-Serie mit Gen 2 beginnend weitergezählt. Um Geräte der ersten Generation explizit zu kennzeichnen, wurden diese später mit dem Zusatz Gen 1 versehen.
| 14" | Slim               | T14s | T14s Gen 2 |
| 14" | Standardausführung | T14  | T14 Gen 2  |
| 15" | Slim               | T15s | T15s Gen 2 |
| 15" | Standardausführung | T15  | T15 Gen 2  |
| 15" | Performance        | T15p | T15p Gen 2 |
| 15" | Mobile Workstation | T15g | T15g Gen 2 |